# Mariana Lopes
Mariana Ferreira Lopes (* 9. Dezember 1994 in Aveiro, Portugal) ist eine portugiesische Handballspielerin, die beim rumänischen Erstligisten Rapid Bukarest unter Vertrag steht.

## Karriere
Mariana Lopes begann das Handballspielen im Alter von 10 Jahren in ihrer Heimatstadt bei Alavarium. Ab dem Jahre 2011 lief die Rückraumspielerin für die Damenmannschaft von Alavarium auf. Mit Alavarium gewann sie 2013, 2014 und 2015 die portugiesische Meisterschaft. Im Sommer 2016 schloss sie sich dem schwedischen Erstligisten Boden Handboll IF an. In der Svensk HandbollsElit erzielte sie in zwei Spielzeiten insgesamt 209 Treffer. Im Sommer 2018 wechselte Lopes zum deutschen Bundesligaaufsteiger SV Union Halle-Neustadt. Ein Jahr später wechselte sie zum Ligakonkurrenten Thüringer HC. Im Dezember 2020 schloss sie sich Bayer Leverkusen an. Nachdem Lopes in der Saison 2023/24 mit 160 Treffern den dritten Platz in der Torschützenliste der Bundesliga belegt hatte, wechselte sie zum ungarischen Erstligisten Békéscsabai Előre NKSE. Seit dem Sommer 2025 läuft sie für den rumänischen Erstligisten Rapid Bukarest auf.
Lopes nahm mit der portugiesischen Jugend- und Juniorinnennationalmannschaft an der U-17-Europameisterschaft 2011, an der U-18-Weltmeisterschaft 2012, an der U-19-Europameisterschaft 2013 und an der U-20-Weltmeisterschaft 2014 teil. Mittlerweile gehört sie dem Kader der portugiesischen A-Nationalmannschaft an.